# Филадельфия (Англия)
Филадельфия (англ. Philadelphia) — деревня, расположенная в английском графстве Тайн-энд-Уир. Расположена в 15 км к юго-востоку от центра Ньюкасла и в 384 км к северу от Лондона.

## Этимология названия
Название деревни происходит от одноименного города в США. Имя деревне дал владелец местной угольной шахты в память о захвате города англичанами. Деревенский стадион для игры в крикет носит наименование «Банкер-Хилл» в честь другого знаменитого сражения той войны.

## История деревни
Филадельфия известна как место первой в мире железнодорожной катастрофы. 31 июля 1815 года во время публичных испытаний паровоза «Механический путешественник» произошёл взрыв котла, в результате чего погибло от 13 до 16 человек. До 1842 года инцидент в Филадельфии являлся крупнейшей по количеству жертв железнодорожной катастрофой в истории.